# Wim Jansen
Wilhelmus Marinus Antonius "Wim" Jansen, född 28 oktober 1946 i Rotterdam, Nederländerna, död 25 januari 2022 i Hendrik-Ido-Ambacht i Zuid-Holland, var en nederländsk fotbollsspelare och fotbollstränare.
Wim Jansen var mittfältare/försvarare i Feyenoord och nederländska landslaget under 1970-talet. Hans största framgångar var segern i Europacupen 1970 samt finalplatserna i VM 1974 och 1978. Efter spelarkarriären har han även varit framgångsrik som tränare. Jansen var under säsongen 1997/1998 tränare för den skotske klubben Celtic FC där han har gjort sig känd som tränaren som värvade Henrik Larsson till klubben, vilket han än idag åtnjuter stor respekt från lagets supportrar för.

## Meriter
- Nederländsk ligamästare 1969, 1971, 1974, 1982
- Nederländsk cupvinnare 1969
- Europacupen 1970
- UEFA-cupen 1974
- Interkontinentalcupen 1970
- 65 landskamper/1 mål
  - VM-silver 1974, 1978
  - EM-brons 1976

## Tränarmeriter
- Nederländsk cupvinnare 1990, 1991, 1992
- Skotsk ligamästare och cupvinnare 1998